# Frantz Jourdain

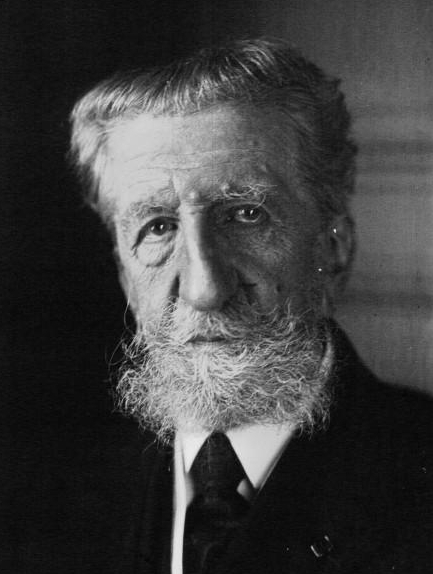
Frantz Jourdain (1923)

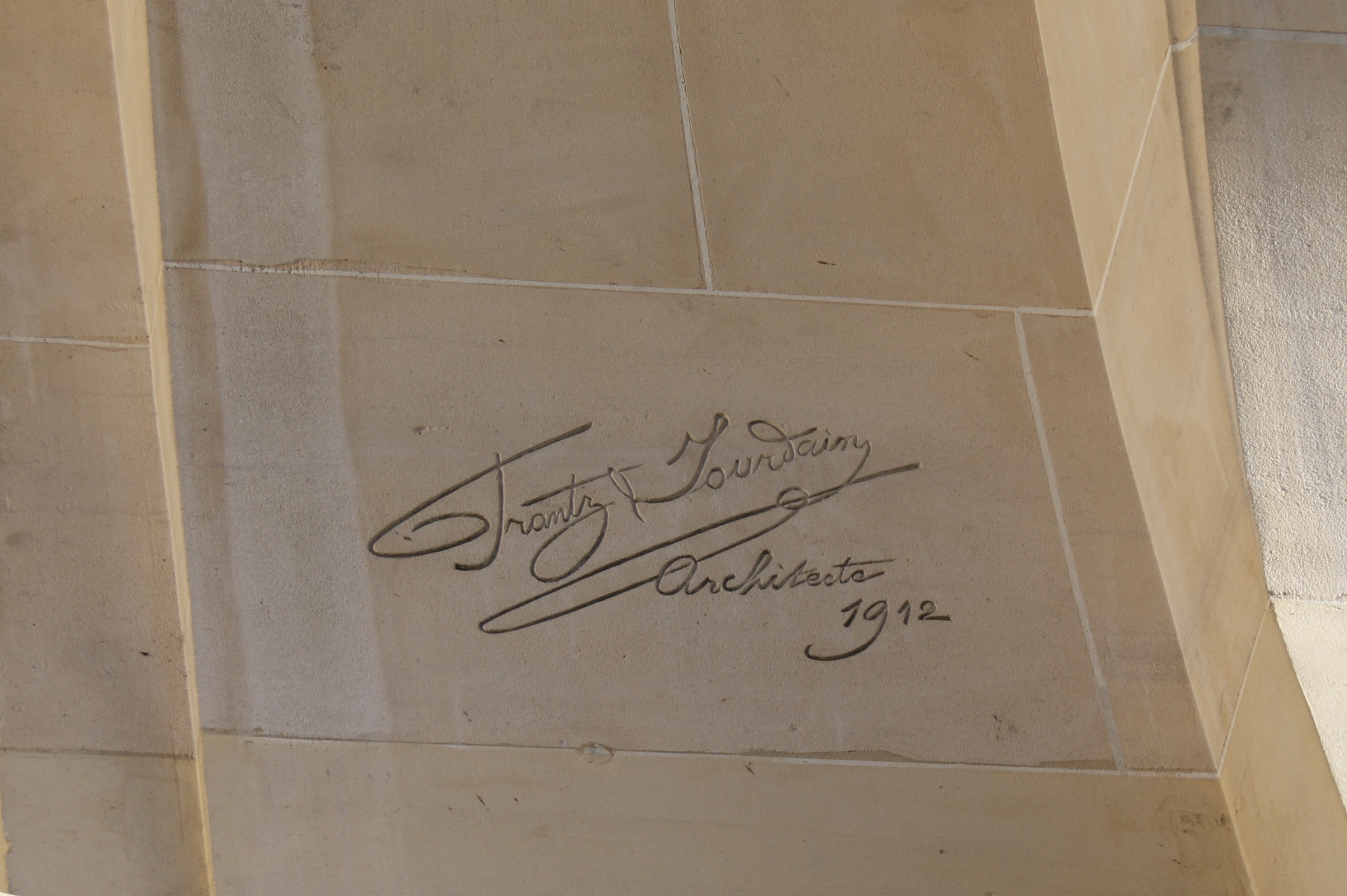
Signatur von Frantz Jourdain am Gebäude La Semeuse de Paris in der Rue du Louvre in Paris

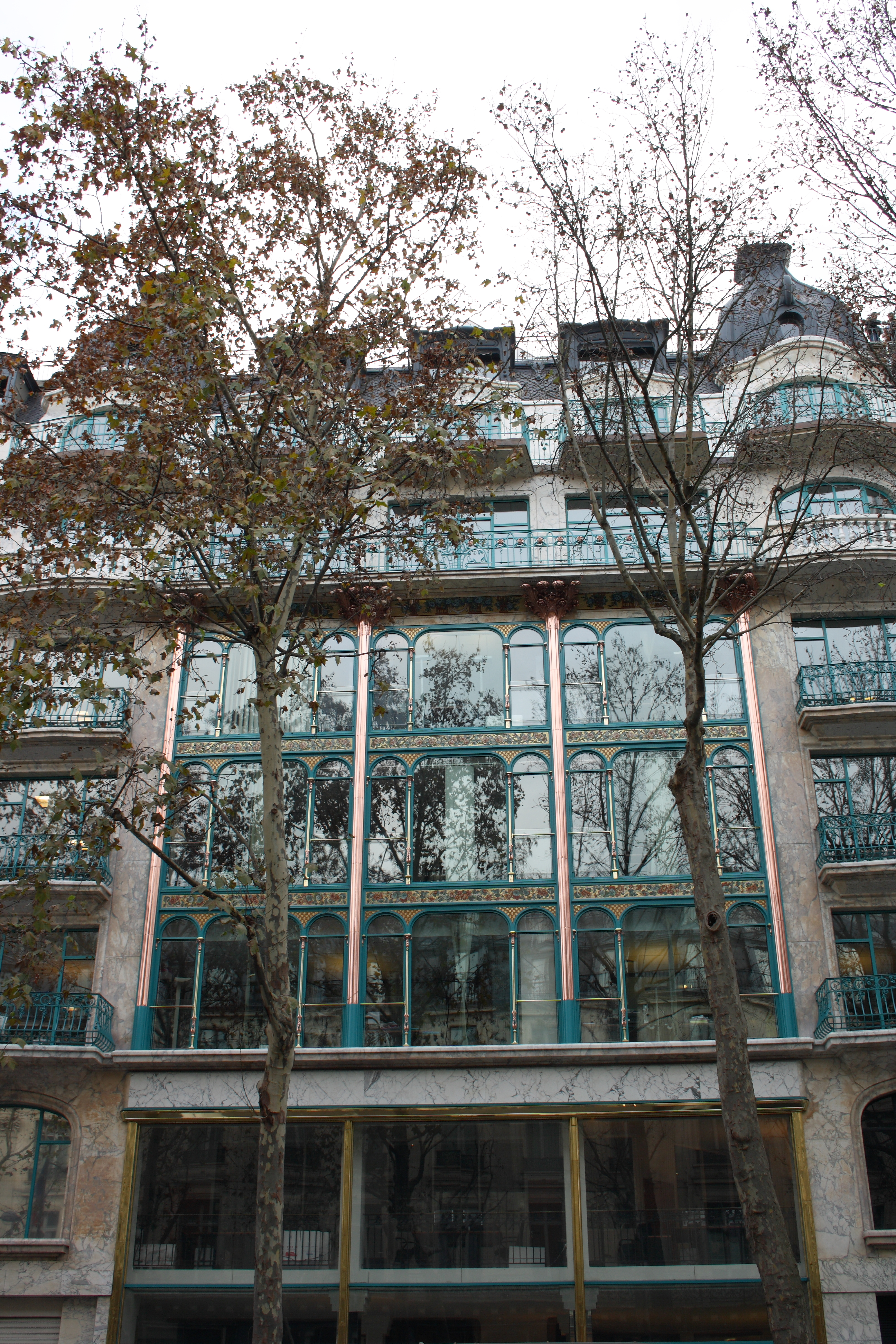
Ehemaliges Kaufhaus La Samaritaine de Luxe

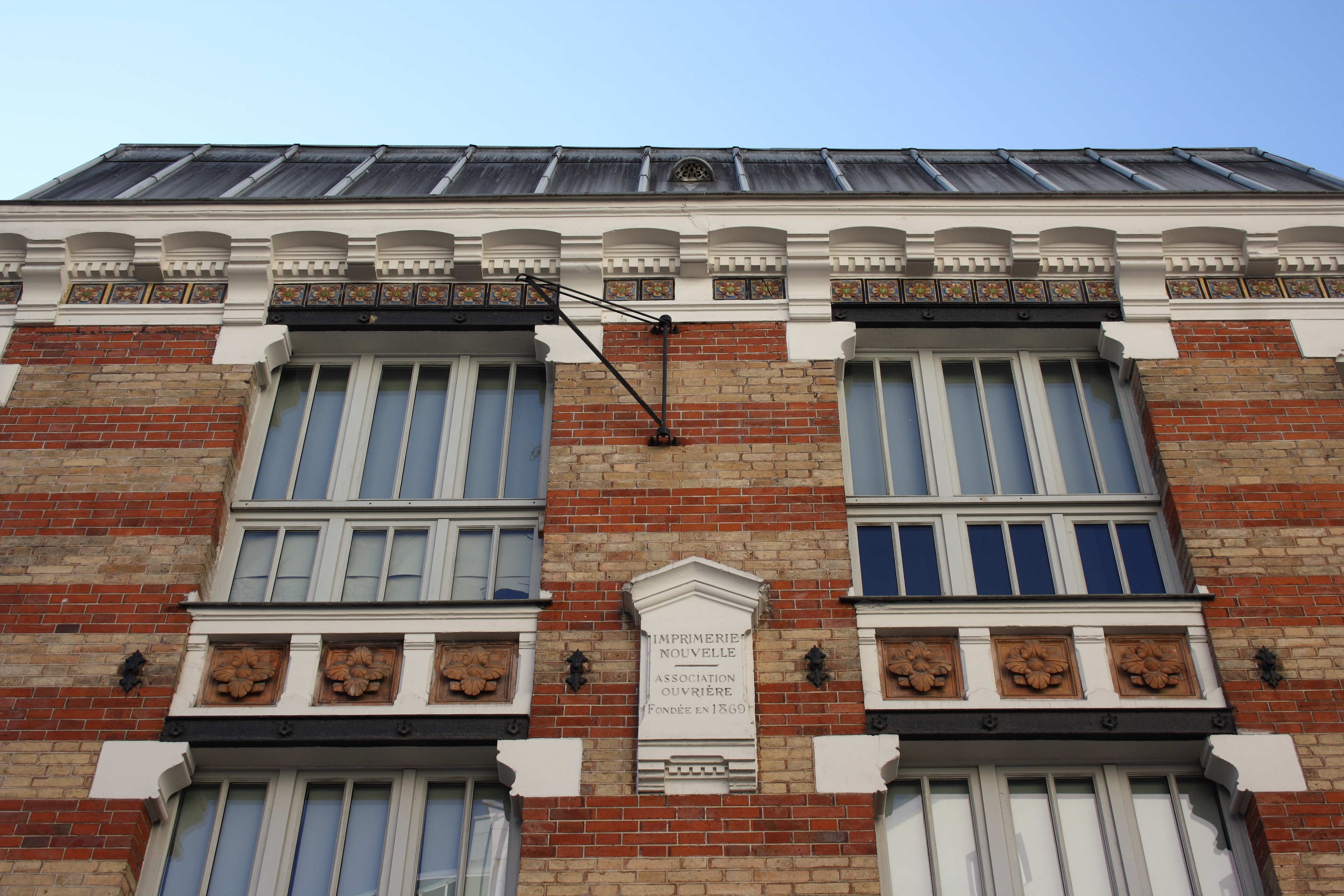
Imprimerie Nouvelle in der Rue Cadet in Paris

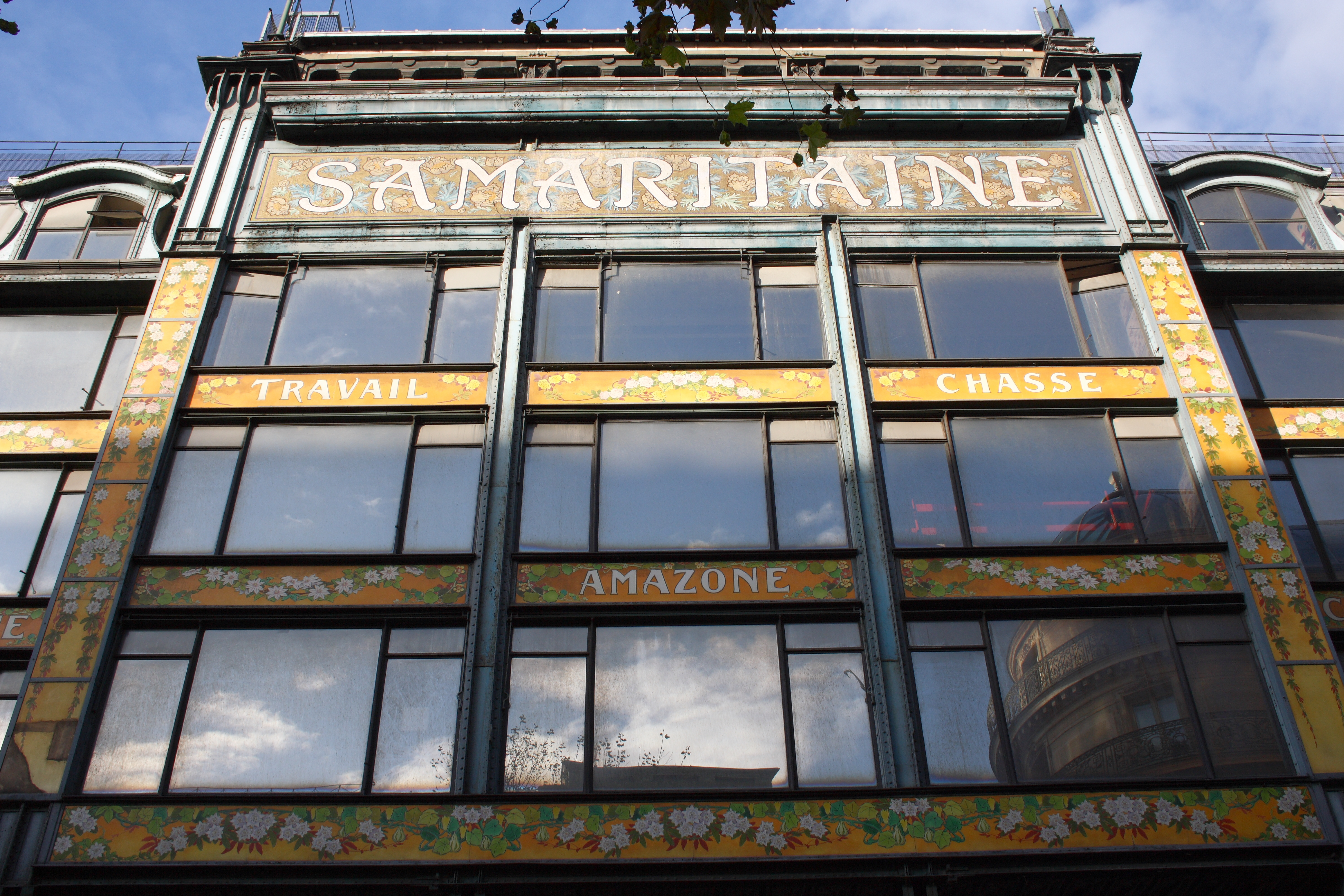
Ehemaliges Kaufhaus La Samaritaine in Paris

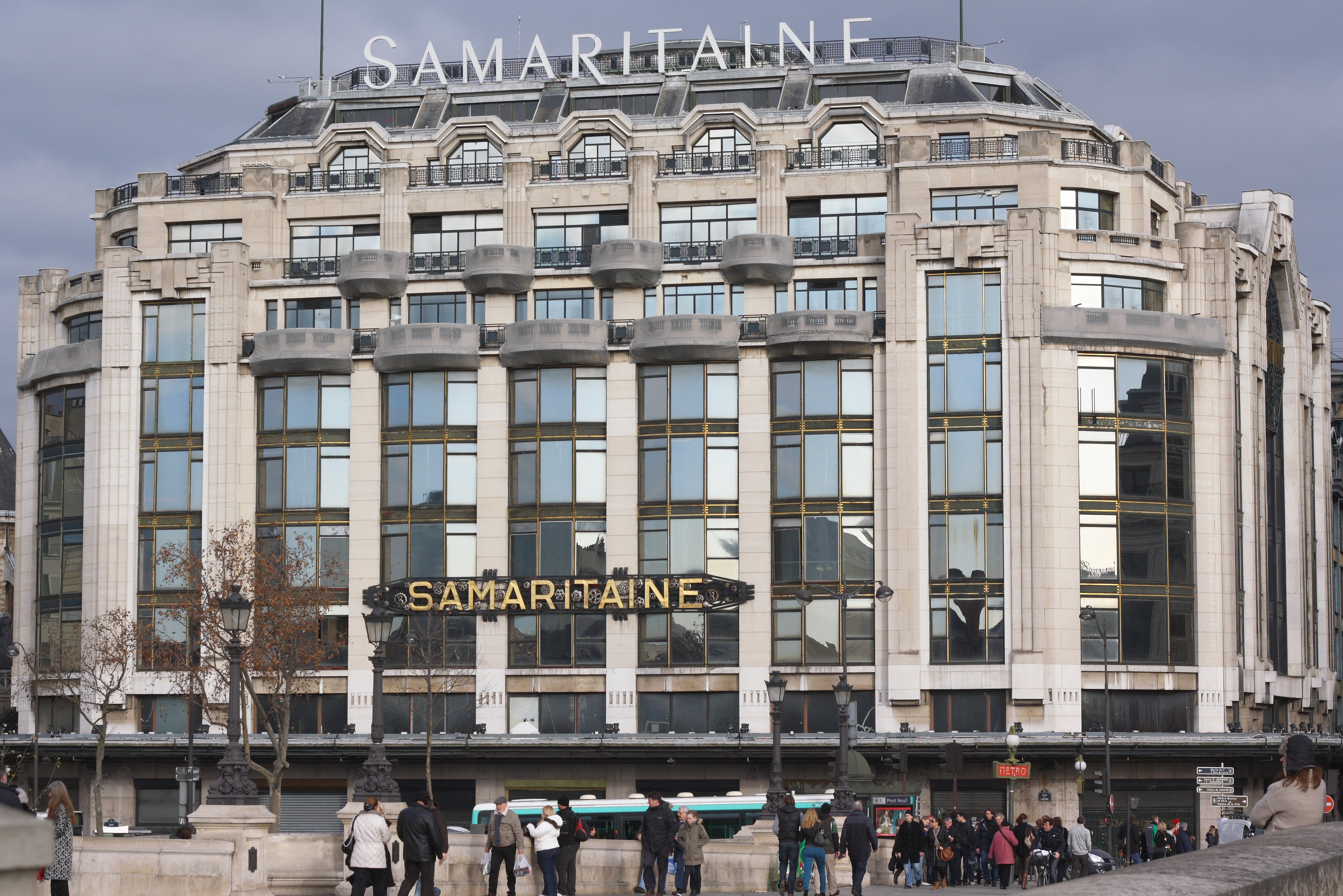
Ehemaliges Kaufhaus La Samaritaine

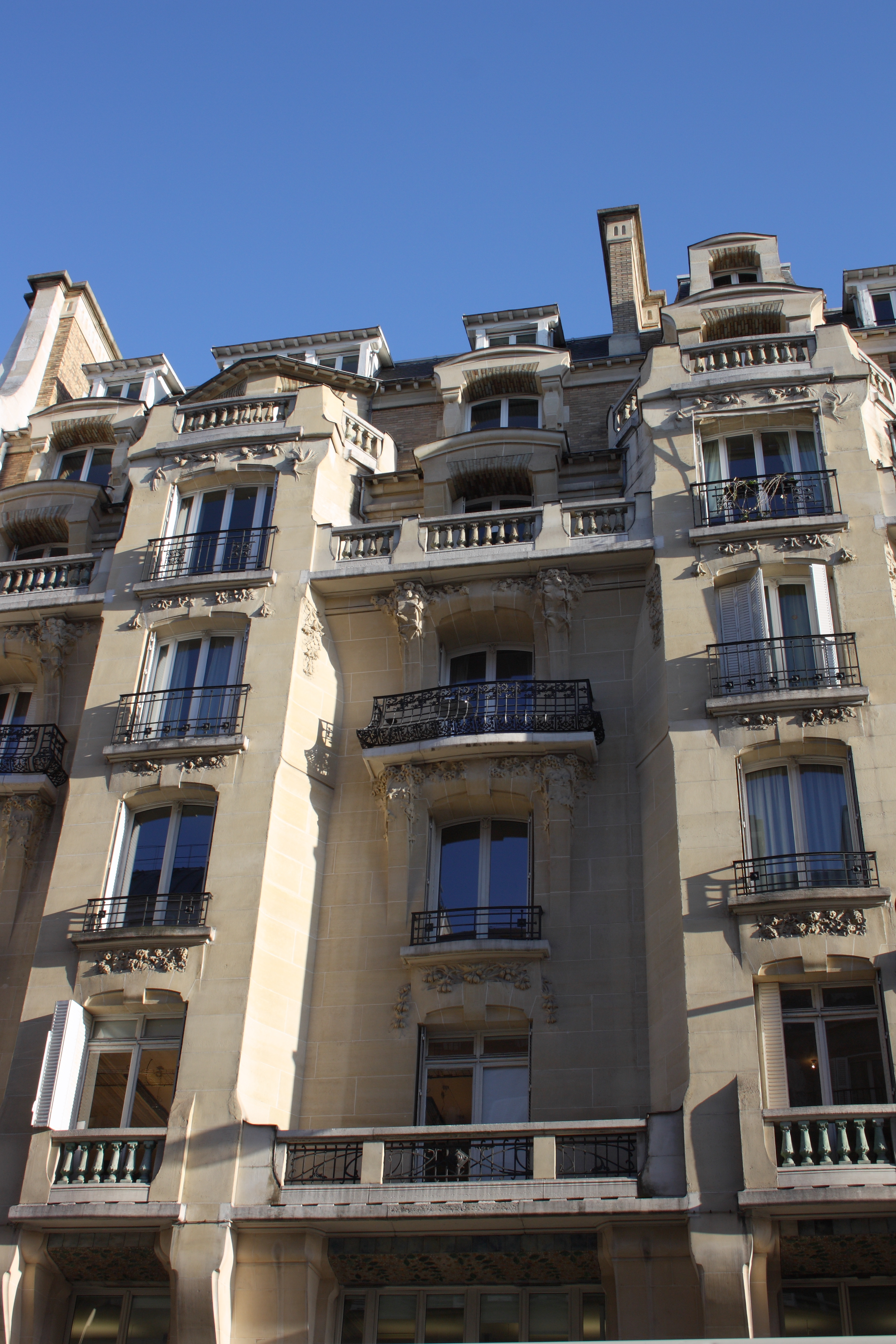
Wohnhaus und Bürogebäude La Semeuse de Paris

Frantz Jourdain (auch Calixte Raphaël Marie Ferdinand Jourdain) (3. Oktober 1847 in Antwerpen; † 22. August 1935 in Paris) war ein Schriftsteller, Kunstkritiker, Architekturtheoretiker und Architekt des Jugendstils. Er war der Gründer des Salon d’Automne (Pariser Herbstsalon) und der Architekt des ehemaligen Kaufhauses La Samaritaine de Luxe am Boulevard des Capucines im 2. Arrondissement in Paris. Gemeinsam mit Henri Sauvage (1873–1932) errichtete er den Erweiterungsbau des ehemaligen Kaufhauses La Samaritaine in der Rue du Pont Neuf/Quai du Louvre im 1. Arrondissement in Paris.

## Familie
Frantz Jourdain war der Sohn eines Opernsängers. Er wurde in Antwerpen geboren, als sein Vater, den die Mutter bei seinen Tourneen begleitete, dort gastierte. Die Mutter, zu deren Bekanntenkreis Frédéric Chopin, Marceline Desbordes-Valmore und George Sand zählten, widmete sich der Musik und der Schriftstellerei. Über seine Frau, die er 1872 heiratete und die mit Alphonse Daudets Frau befreundet war, entwickelte sich die Freundschaft mit Daudet, Émile Zola und Edmond de Goncourt, der seine literarischen Ambitionen förderte. Frantz Jourdain hatte einen Sohn, den Möbeldesigner Francis Jourdain, und zwei Töchter.

## Schule und Ausbildung
Frantz Jourdain wuchs in Paris auf und besuchte zunächst das Lycée Henri IV. Zeitweise wurde er von Jules Vallès unterrichtet, den seine Mutter als Hauslehrer engagiert hatte. 1861 legte er am Collège Stanislas das Abitur ab. 1866 wurde Frantz Jourdain in die École des Beaux-Arts in Paris aufgenommen. Dort besuchte er die Kurse des Architekten Honoré Daumet. Seine Erfahrungen in der École des Beaux Arts verarbeitete Frantz Jourdain in dem 1893 erschienenen Roman L'Atelier Chantorel, in dem er vor allem die Lehrmethoden von Honoré Daumet ins Lächerliche zog.
1870 bemühte sich Frantz Jourdain um die französische Staatsbürgerschaft. Er meldete sich als Freiwilliger im Deutsch-Französischen Krieg von 1870/71, in dem er verwundet und mit der Tapferkeitsmedaille ausgezeichnet wurde.

## Laufbahn
Eine Erbschaft ermöglichte es Frantz Jourdain, ein Architekturbüro in der Rue de Richer im 9. Arrondissement zu erwerben, dessen Kunden darauf bedacht waren, unspektakuläre Bauten zu einem günstigen Preis zu bekommen. Bei seinen Aufträgen experimentierte er mit den Baustoffen Eisen und Stahlbeton.
Seinen ersten größeren Auftrag erhielt er 1876 mit der Restaurierung des Schlosses La Roche-Guyon, dem einige Privathäuser und Villen in der Umgebung von Paris (Pantin, Chelles und Saint-Leu) folgten. 1893 errichtete er die Imprimerie Nouvelle im Hinterhof des Hôtel Cromot du Bourg in der Rue Cadet im 9. Arrondissement.
In den 1890er Jahren verfasste Frantz Jourdain literarische Werke und veröffentlichte Artikel in verschiedenen Zeitschriften wie La Construction Moderne, Architecture, L'Art Moderne, L'Art Décoratif, Revue des Arts, Revue des Arts Décoratifs u. a. Er unterstützte die Kampagne von Bauarbeitern gegen die Verwendung des giftigen Bleiweiß.
1902 gründete Frantz Jourdain mit Auguste Rodin, Adolphe Willette, Albert Besnard, Alexandre Charpentier, Henri Sauvage und Hector Guimard die Gesellschaft Le Nouveau Paris (das Neue Paris) als Gegenströmung zum Vieux Paris, dem alten Paris, mit dem Ziel, die Kunst der Avantgarde zu fördern und die Architektur für neue Techniken und Materialien zu öffnen. In dem Bewusstsein, dass die sozialen Bedürfnisse eine neue Architektursprache erforderten, gründete er 1903 mit Paul Gallimard und Amédée Dherbécourt die Société Anonyme des Logements Hygiéniques à Bon Marché (Gesellschaft für hygienische und preiswerte Wohnungen), für die er in Zusammenarbeit mit den Architekten Henri Sauvage und Charles Sarazin Mietshäuser in Paris und Le Havre baute, die den Forderungen nach Licht und Luft entsprechen sollten.
Als Reaktion auf die offizielle Kunstausstellung, den Salon de la Société des artistes français, rief Frantz Jourdain den Salon d'Automne ins Leben, dessen erste Ausstellung im Herbst 1903 im Petit Palais in Paris stattfand.

## Auszeichnungen
- 1894: Ritter der Légion d’honneur
- 1900: Offizier der Ehrenlegion
- 1926: Großoffizier der Ehrenlegion[5]

## Bauwerke
- 1876: Restaurierung des Schlosses La Roche-Guyon im Département Val-d’Oise (Île-de-France)
- 1878: Grabkapelle der Familie Dida[6] in Draveil im Département Essonne (Île-de-France)
- um 1887: Villa in Chelles im Département Seine-et-Marne (Île-de-France)
- 1887: Siebenstöckiges Mietshaus, Rue Hamelin/Rue Galilée Nr. 9 im 16. Arrondissement von Paris, mit Henri Fivaz
- 1888: Fabrik in Pantin im Département Seine-Saint-Denis (Île-de-France)
- um 1893: Restaurierung des Schlosses von Verteuil im Département Charente (Nouvelle-Aquitaine)
- 1893: Imprimerie Nouvelle, Rue Cadet Nr. 9–11 im 9. Arrondissement von Paris
- 1894: Stadthaus des Eisenhändlers Schenck, Rue Vergniaud Nr. 9 im 13. Arrondissement von Paris
- 1898: Grab von Alphonse Daudet auf dem Friedhof Père Lachaise in Paris, in Zusammenarbeit mit dem Bildhauer Alexandre Falguière
- 1899: Aufstockung des Kaufhauses La Samaritaine um zwei Stockwerke, Rue de Rivoli Nr. 75 im 1. Arrondissement von Paris
- 1902: Grab von Émile Zola auf dem Friedhof Montmartre in Paris
- 1905–1907: Umbau des Magasin 2 des Kaufhauses La Samaritaine, Rue Baillet/Rue de l'Arbre Sec/Rue de la Monnaie im 1. Arrondissement von Paris
- 1910–12: Wohnhaus und Bürogebäude La Semeuse de Paris[7], Rue du Louvre Nr. 16 im 1. Arrondissement von Paris
- 1914–1917: Kaufhaus La Samaritaine de Luxe, Boulevard des Capucines Nr. 27 im  2. Arrondissement von Paris
- 1926–1928: Erweiterungsbau des Kaufhauses La Samaritaine, Rue du Pont Neuf/Quai du Louvre im 1. Arrondissement von Paris, in Zusammenarbeit mit Henri Sauvage
- 1930: Le Manoir[8] in Bouffémont im Département Val-d’Oise (Île-de-France)
- 1930–1933: Erweiterungsbau (Magasin 3) des Kaufhauses La Samaritaine, Rue de Rivoli/Rue du Pont-Neuf/Rue Boucher im 1. Arrondissement von Paris
- ? : Restaurierung des Schlosses in Châteauneuf-sur-Sarthe im Département Maine-et-Loire (Pays de la Loire)

## Veröffentlichungen (Auswahl)
- L'Atelier Chantorel. Bibliothèque-Charpentier, Paris 1893
- Les Décorés: ceux qui ne le sont pas. Paris 1895
- Au pays du souvenir. G. Crès, Paris 1922
- Le Salon d'automne. Les Arts et le livre, Paris 1926
- Feuilles mortes et fleurs fanées. Paris 1931